# Tear Off the Roof
A Tear Off the Roof egy Brandon Lake dala.2023. október 6-án jelent meg, a Coat of Many Colors albumán. Lake Andy Cherryvel, Jacob Boyles-szal, Jonathan Smith-szel és Leeland Mooringgal közösen írta a dalt.
A dal a 27. helyet érte el a Billboard által közzétett amerikai népszerű keresztény dalok listáján. 

## Háttér
A Tear Off the Roof az album második kislemezeként jelent meg, a hozzá tartozó videoklippel együtt, amelyben a Kiválasztottak szereplői és karakterei is szerepelnek.

## Kritikai fogadtatás
Timothy Yap a JubileeCast-kritikájában ezt írta: „Egyenesen abba a szobába visz minket, ahol Krisztus feltámasztja a bénultat, és nem tehetjük meg, hogy ne énekeljünk együtt.” Lindsay Williams a K-Love -kritikájában ezt írta: „a dalszöveggazdag »Tear Off the Roof« intenzív képeket kölcsönöz a Biblia két legemlékezetesebb történetéből: a férfiról, akit a barátai felemelnek a ház tetején, hogy Jézushoz jusson, és a nőről, aki gyógyulást keresve megérinti Jézus ruhájának szegélyét.” Egy NewReleaseToday kritikában Jasmin Patterson azt mondta, hogy a „Tear Off the Roof” a legjobb dal az albumon

## Zenei videók
Brandon Lake 2023. október 6-án tette közzé a dal hivatalos videoklipjét és ugyanazon napon a dalszöveges verzióját is YouTube-csatornáján.

## Számlista
| 1.    | Tear Off the Roof   | Hank Bentley Jordan Colle Chris Davenport Brandon Lake Jacob Sooter           | 4:23 |
| 2.    | Coat of Many Colors | Jacob Boyles Andrew Cherry Steven Furtick Lake Leeland Mooring Jonathan Smith | 4:31 |
| 3.    | Count 'Em           | Bentley Lake Sooter                                                           | 3:47 |
| 4.    | Praise You Anywhere | Bentley Ben Fielding Brandon Lake Sooter                                      | 3:35 |
| 16:18 |                     |                                                                               |      |

## Fordítás
Ez a szócikk részben vagy egészben  a   Tear Off the Roof című angol Wikipédia-szócikk fordításán alapul.  Az eredeti cikk szerkesztőit annak laptörténete sorolja fel. Ez a jelzés csupán a megfogalmazás eredetét és a szerzői jogokat jelzi, nem szolgál a cikkben szereplő információk forrásmegjelöléseként.